# 산군
산군(영어: Sankun Inc., 홈페이지:https://www.sankun.com)은 2019년에 설립되어 <산업의역군> 건설 빅데이터 플랫폼을 22년부터 운영 중이다.   
국내 건설 빅데이터를 분석하여 실시간 제공하고 있으며, 무료로 가입과 이용이 가능하다.   
4,200곳이 넘는 건설기업에서 서비스 이용 중이며, 대형건설사 신입사원부터 40년 경력의 공사업체 대표님까지 매일 활용하고 있다.   
최근 구글 본사에서 선정한 APAC AI스타트업 23곳에 선정되었으며, 건설 분야에서 빅데이터를 활용한 다양한 솔루션을 제공하고 있다.   

## 제품 및 서비스

### 산업의역군 데이터룸
- 기업DB - #수행실적, #아이템/공종, #지역, #매출액, #신용등급, #10대건설사 거래경험 등 기업 소싱에 필요한 모든 조건을 설정하여 원하는 기업 검색이 가능
- 현장DB - 지역, 시공사, 면적, 예상되는 현재 투입 자재/공사, 인허가일자 등 조건에 따라 원하는 현장 확인 가능
- 입찰DB - 조달청 나라장터 입찰 정보 리스트 및 AI 요약, 관심 입찰 알람 가능
- 수주DB - 매일 업데이트 되는 수주실적 데이터 제공. 공사금액, 지역, 계약일, 공사기간 등 수주실적 관련 필요한 모든 데이터를 건설사별 조회 가능

- 수요DB - 주요 토목 자재에 대한 월/지역/공종별 수요 예측 가능
- 평판DB - 건설 현직자들의 협업 경험을 확인 가능
- 뉴스DB - 건설 관련 한 주간 가장 중요하고 핫한 뉴스만 확인 가능

## 연혁
- 2024년 11월 구글 아시아-태평양 23곳 스타트업에 선정
- 2024년 2월 국토교통부 장관과 UAE 아부다비 수주지원단 파견
- 2023년 9월 국토교통부 스마트건설 강소기업 선정[1]
- 2023년 6월 IBK기업은행, 신용보증기금, 스트롱벤처 PreA 투자 유치[2]
- 2023년 2월 국토교통부 원팀코리아 선정되어 자카르타 수주지원단 파견
- 2022년 9월 팁스 선정[3]
- 2022년 8월 국토교통부 2022 스마트건설 챌린지 스마트건설 자유공모/스마트건설 창업아이디어 공모 혁신상 수상[4]
- 2022년 8월 국토교통부 2022년 부동산서비스산업 창업경진대회 대상(국토부장관상) 수상[5]
- 2022년 5월 스트롱 벤처스 투자유치[6]
- 2021년 12월 호반기술혁신 공모전 장려상 수상[7]
- 2021년 8월 500 Global 투자유치[8][9]
- 2021년 2월 NICE디앤비 MOU 체결[10]
- 2019년 3월 회사 설립

## 참조
- 산군 홈페이지
- 산군 블로그 보관됨 2023-07-18 - 웨이백 머신